# فاتیما
فاتیما (به پرتغالی: Fátima) یکی از شهرهای کشور پرتغال است. شهرت آن به خاطر داستان حضور مریم مقدس است که در سال ۱۹۱۷ رخ داد. سه کودک روستایی در سال ۱۹۱۷ ادعا کردند که مریم در دشتی در بیرون این شهر بر آن‌ها ظاهر شده‌است. از آن به بعد هر ساله میلیون‌ها نفر از شهر کوچک فاتیما زیارت و بازدید می‌کنند.

## نگارخانه

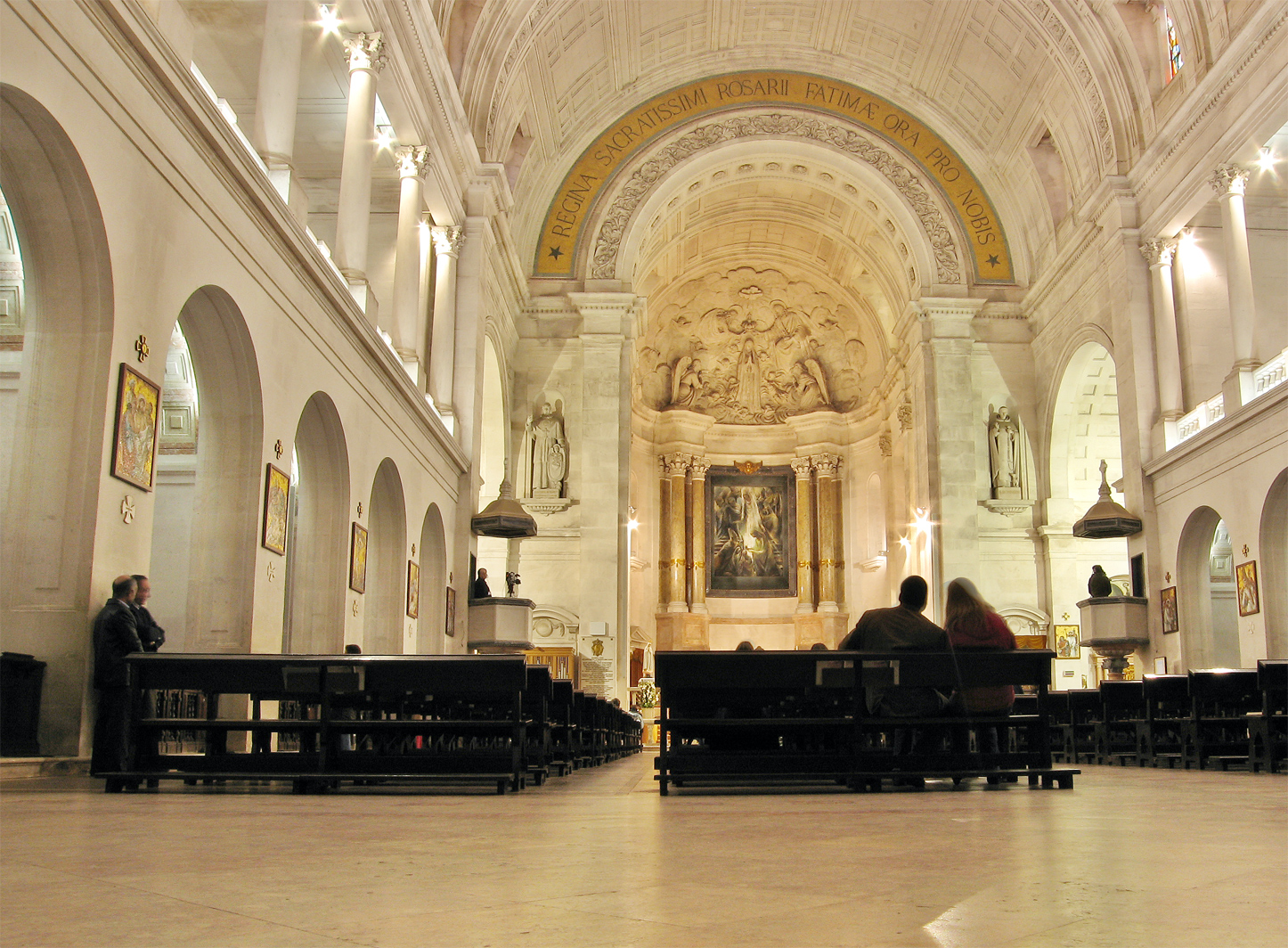
داخل کلیسای بانوی فاتیما
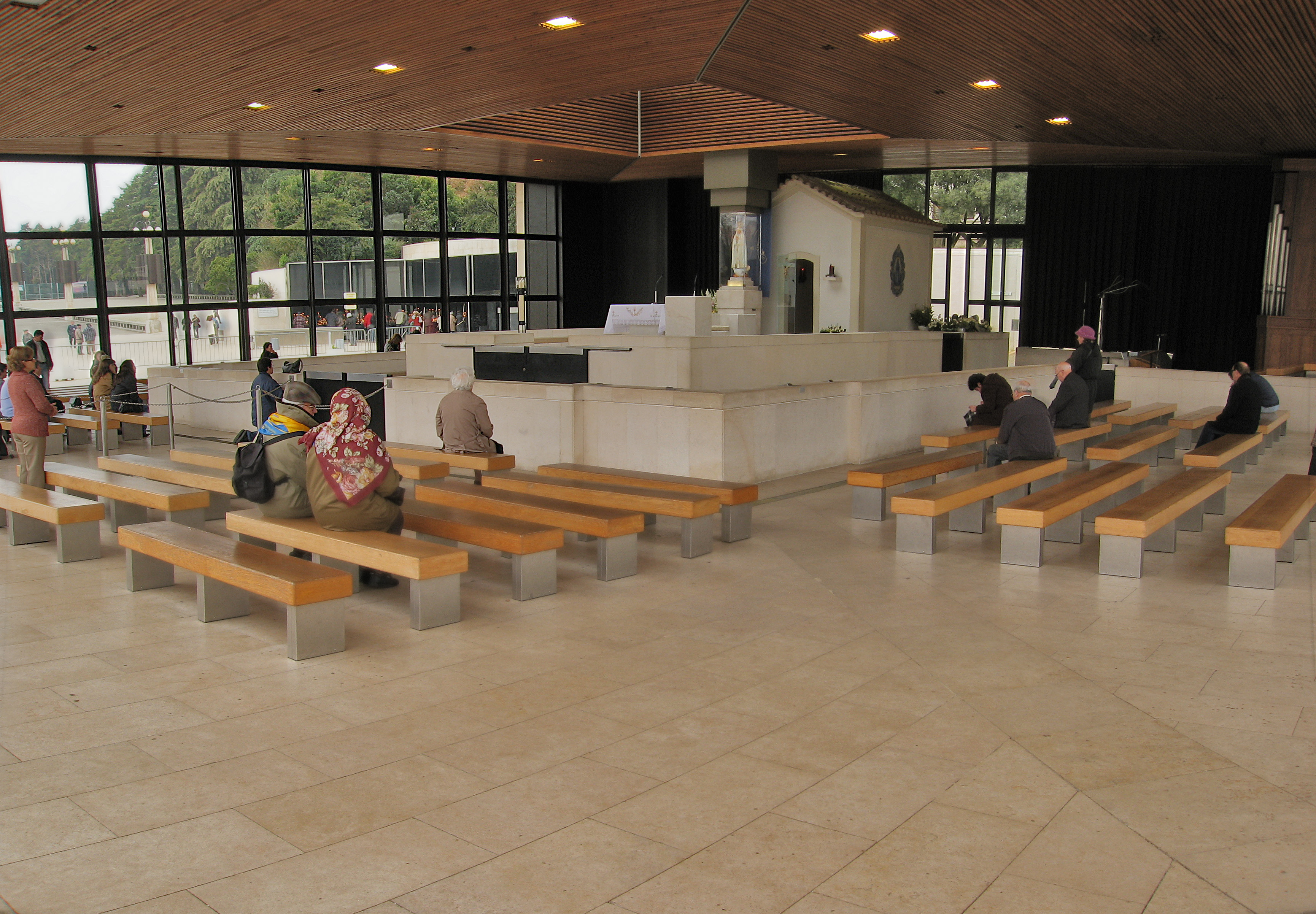
صومعۀ مکاشفات
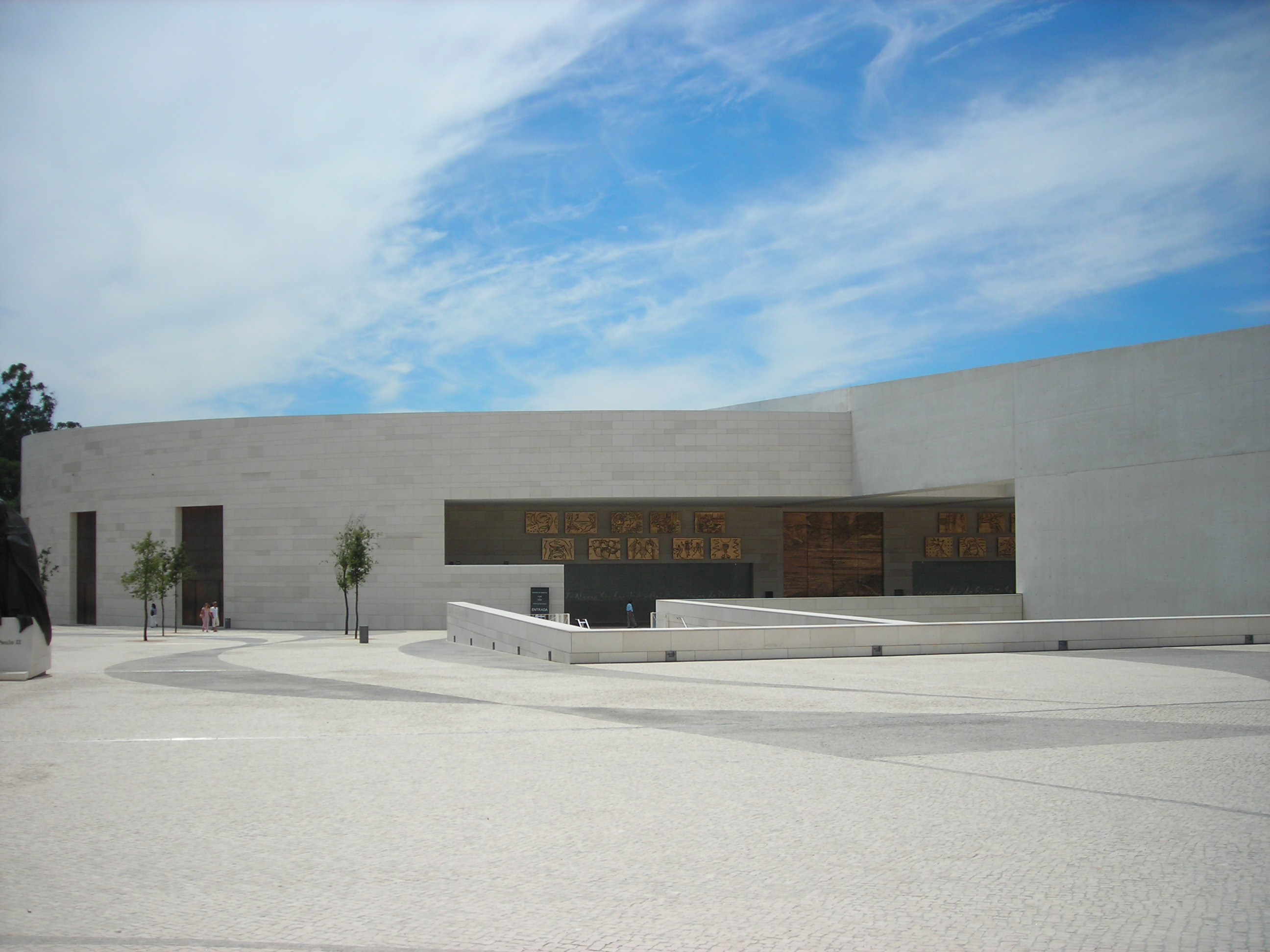
کلیسای تثلیث مقدس، چهارمین کلیسای کاتولیک بزرگ جهان.